# Plombières
Plombières (in vallone So-on-Mont-d'-Plomb, in olandese Blieberg, in limburghese Blieberig, in ripuario Op-ene-Bliibereg, in tedesco Bleiberg), è un comune del Belgio di lingua francese, della regione della Vallonia, sul confine con la Germania e i Paesi Bassi. Si trova nell'Arrondissement di Verviers all'interno della Liegi.
Al 1º gennaio 2006 il comune contava una popolazione di 9 672 abitanti su una superficie di 53,17 km² (densità di 182 abitanti per km²).

## Storia
Il comune prende il nome dai suoi abitanti e fino al 20 settembre 1919 era denominato Bleyberg.
Nel 1828 Cockerill ottenne la concessione delle miniere di piombo di Bleyberg per portare a termine un complesso industriale di lavorazione del piombo, dello zinco e della pirite.
Il 4 dicembre 2006 Thierry Wimmel diviene a 22 anni il Borgomastro della città, il più giovane di tutto il Belgio.

## Status linguistico
Si tratta di un comune a statuto speciale per l'insegnamento delle lingue delle minoranze, il tedesco e l'olandese: art. terzo e quarto della legge belga del 30 luglio 1963 e potenzialmente a statuto speciale per l'utilizzo delle lingue in materia amministrativa (art. 16 della legge del 18 luglio 1966).

## Località del comune
Le località del comune sono:
- Gemmenich
- Hombourg (in vallone Hôbâr)
- Montzen
- Moresnet
- Sippenaeken

## Le tre frontiere

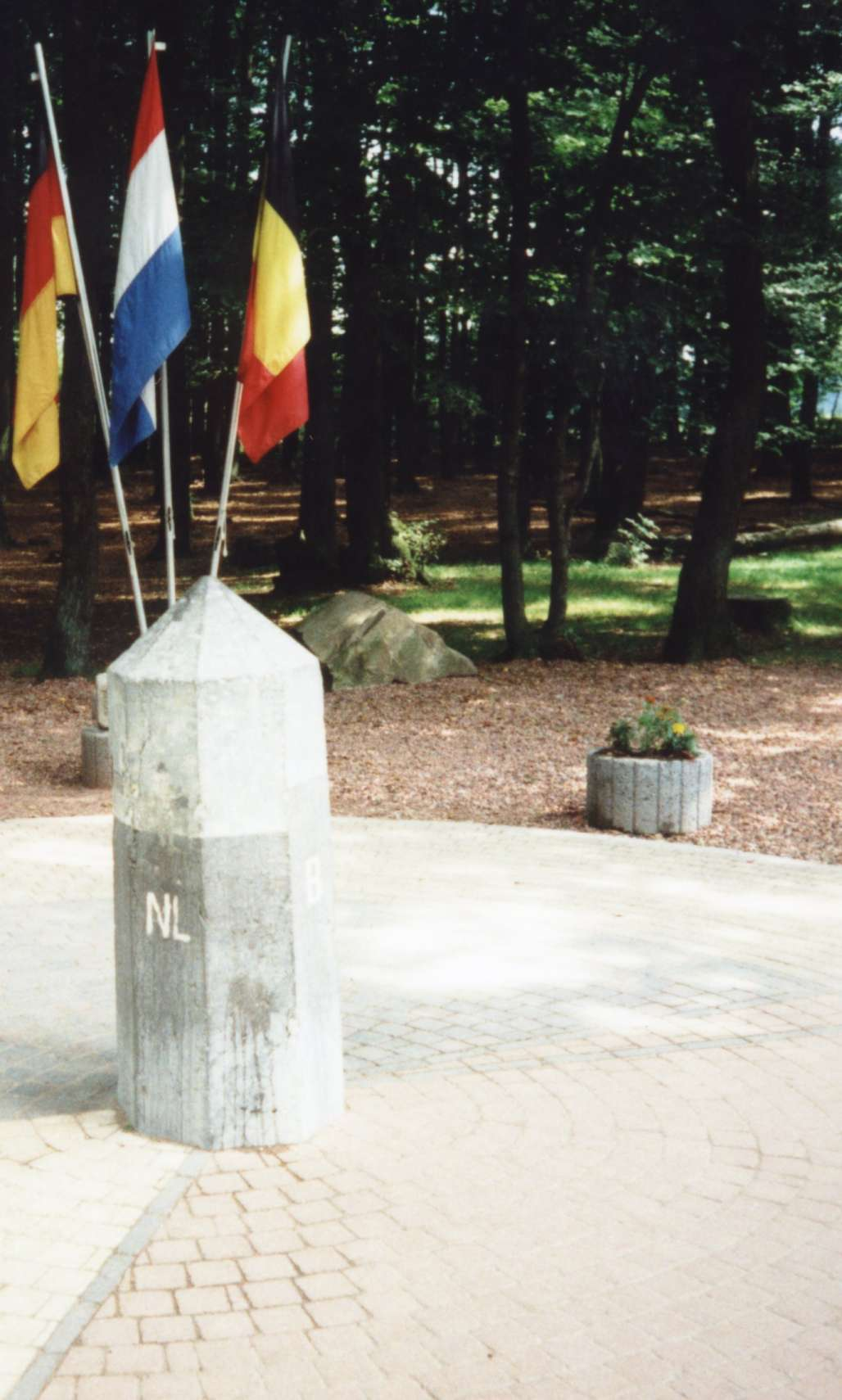
Le tre frontiere

Il punto in cui le frontiere di Belgio, Paesi Bassi e Germania si incontrano è chiamato le trois frontières (le tre frontiere, olandese Drielandenpunt, tedesco Dreiländereck). Qui si trovano attrazioni turistiche come la torre panoramica, con ascensore (torre Baldovino), caffè, parco giochi, labirinto ed è la zona più alta dei Paesi Bassi. Le rispettive città al di là del confine sono Aquisgrana (Germania) e Vaals (Paesi Bassi).
Un po' più lontano, nella zona belga, un monumento dedicato a Pierre Roiseaux (1924-1944) volontario di guerra, eretto dalla sua famiglia.
Non è da dimenticare che fino a non molto tempo fa, nel 1919, questo luogo si chiamava Le quattro frontiere quando la piccola entità di Moresnet esisteva ancora.